# Gall de praderia petit
El gall de les praderies petit (Tympanuchus pallidicinctus) és una espècie d'ocell de la família dels fasiànids (Phasianidae) que habita praderies àrides, de vegades amb petits arbres, a la zona central dels Estats Units, a Colorado, Kansas, Oklahoma, Nou Mèxic i Texas.